# 想星機械天使 Myth of Emotions
《想星的Aquarion Myth of Emotions》是一部由SATELIGHT製作的日本SF機器人動畫，於2025年1月9日開播。本作的標語為『合體的神話，新生——（合体の神話、新生——）』。

## 概要
本作為《創聖機械天使》系列的第四部續作及20週年紀念作品，也是2015年的《創聖機械天使 LOGOS》播出後睽違10年的《創聖機械天使》系列作。
2023年3月20日宣佈推出《創聖機械天使》系列第四作《想星的Aquarion Myth of Emotions》（想星のアクエリオン Myth of Emotions），後於2024年10月17日正式宣布於2025年1月至3月播出。
本作延續前作『LOGOS』以現代日本真實存在的地區為舞台，而這次選擇的是神奈川縣藤澤市的江之島。
另外本作的合體再次回歸於以往系列的三架模式，同時角色的畫風從七頭身正常人物角變成五頭身Q版人物角。
本作的標題詞「Myth of Emotions」，除了本身的中文翻譯為情感的神話，亦能縮寫為「MOE」。
本作的主題曲再次由AKINO from bless4進行演唱，這次更是邀請到知名搖滾系歌手福山芳樹合唱。

## 故事簡介
「還記得，曾經擁有翅膀之時」
回應那一萬二千年前的情感之時，思念的心將聯繫在一起。

當太陽、月亮以及火星再次相遇之時，全新的合體旋律再次響起――！
湘南的海上飄浮的小島，江之島。

座落於此處美麗寂靜的海邊，正是「私立江之島學園」。

一所集合全國各地優秀學子，

並以最新機器實施英才教育的學園。

其中被選入為特別強化班學生「元素人」的颯虎、璃美也、外史三人，被迫按照命令駕駛著一種以情感之力發動的戰鬥機（VECTOR MACHINE），與謎之侵略兵器「神話獸」進行戰鬥。
在戰鬥的途中，颯虎在不可思議的幻象引導下，吶喊――。
「想星合體！GO，Aquarion！」
在反覆輪迴的最後，機械天翅Aquarion就此現身。

背負宿命的少年少女們，在神秘團體「宇宙卵之會」及大人們的想法的交錯複雜之中，逐漸發現這個宇宙的真相……。
這是，一個以自身的情感與宇宙的存亡為賭注所編織出的，壯大般地愛之神話。

## 登場角色

### 元素人
鳳颯虎（Sakko Otori，聲：花守由美里）
本作的主角。江之島學園2年級。
在班上如同異端般的不良少年。其膽大妄為的一面經常讓周圍人對他產生誤解。
實際上他有著為朋友著想的一面，甚至為了朋友而不惜身陷危機。
另外他很在意百百姬。
天羽百百姬（Momohime Amaha，聲：和氣杏未）
充滿愛心且正義感強的少女。江之島學園3年級。
在學園高人氣的關係使得很多人跟她告白，但都被她拒絕。
對於戀愛這種情感相當苦惱。
月城璃美也（Rimiya Tsukishiro，聲：小市真琴）
聰明友善且受歡迎的少年。江之島學園2年級。
但實際上他缺乏對他人的同情心，然而他以社交的方式隱藏這一面。
秦野外史（Toshi Hatano，聲：豐崎愛生）
外表看起來相當認真但對任何事情沒好奇心，成績差，且笨拙的少年。江之島學園2年級。
對於自己的懦弱抱持著自卑感的情緒。
一木沙依（Sayo Ichiki，聲：小原好美）
溫柔且善良的少女。江之島學園2年級。
但對自我缺乏重視，能為了他人犧牲自我。
一木花（Hana Ichiki，聲：小原好美）
心態扭曲的地雷系少女。江之島學園1年級。
在家裡的強制下，過著禁閉般的生活。

### 江之島學園
宗方響子（Kyoko Munakata，聲：安野希世乃）
江之島學園教職員。
除了普通課程之外，還負責指導元素人課程。
猿田一彥（Kazuhiko Saruta，聲：湧津ユウミ）
江之島學園教職員。
亦是個對事物充滿旺盛探究心的科學家。
桑（Sun，聲：七海弘希）
某日轉來江之島學園的謎之少年。
其擁有讓周遭的人如沉浸夢裡般地深深著迷的魅力。
另外似乎知道颯虎等人缺失某些情感的事情。

### 過去的神話
納努克（NANOOK，聲：榎木淳彌）
太陽之光祭司・馬魯克之子，被人稱作膽小鬼納努克。
某日在與對立的月之恩惠祭司之女・賽德娜相遇後，深深愛上她。
為颯虎的前世。
賽德娜（SEDONA，聲：石川由依）
月之恩惠祭司・亞提亞的長女。
因善良充滿慈愛的性格而被女神選上。
為百百姬的前世。
海達（HAIDA，聲：東山奈央）
賽德娜之妹。
同情他人的性格使得她相當關心來自納卡爾之外的雙子。
為璃美也的前世。
少名（SUKUNA，聲：逢坂良太）
三祭司之一的星之制裁祭司。
製作出機械天翅Aquarion的科學者。
為外史的前世。
雙子（TWINS，聲：川端栞）
來自納卡爾之外的人類之子。
為沙依和花的前世。
姆魯亞·薩蒂尼（MULUA SATENE，聲：M・A・O）
賜與三祭司守護的女神。

### 其他人物
神明大人（KAMISAMA，聲：大塚智則）
在車站前分發關於世界末日冊子的謎之男子。

## 登場機體

### VECTOR MACHINE
- VECTOR SIGEL

原文：
組成AQUARION的三架戰鬥機之一，機體的基本色調為紅。
機首的兩側裝備兩門光束砲。
機體從江之島大橋出擊。
- VECTOR TIR

原文：
組成AQUARION的三架戰鬥機之一，機體的基本色調為紫。
機首與機翼共裝備四門光束加農砲。
機體從江之島岩屋出擊。
- VECTOR FEOH

原文：
組成AQUARION的三架戰鬥機之一，機體的基本色調為黃。
兩機首各裝備光束砲。
機體從江之島遊艇港口出擊。

### AQUARION
- AQUARION SIGEL[9]

原文：
高度：全長60M ；寬度：110t
由VECTOR SIGEL（頭部）、VECTOR FEOH（背部）、VECTOR TIR（下半身）「想星合體」而成的機械天使。
AQUARION的基本型態，主要擅長格鬥戰。第1話初次登場。
招式：無限絕望拳（無限絶望拳）、超絕愛擁抱拳（超絶愛抱擁拳）、超超絕宇宙修正無限拳（超超絶宇宙修正無限拳）
- AQUARION TIR

原文：
高度：全長60M ；寬度：110t
由VECTOR TIR（頭部）、VECTOR SIGEL（背部）、VECTOR FEOH（下半身）「想星合體」而成的機械天使。
機動性高，擅長劍術。第5話初次登場。
招式：無限斷罪劍（無限断罪剣）
- AQUARION FEOH

原文：
高度：全長60M ；寬度：110t
由VECTOR FEOH（頭部）、VECTOR TIR（背部）、VECTOR SIGEL（下半身）「想星合體」而成的機械天使。
擅長使用前腕展開的弓箭進行遠距離攻擊。第3話初次登場。
招式：超桃爆粉碎拳（超桃爆粉砕拳）
- AQUARION NAUTHIZ

原文：
第9話初次登場。
招式：超正義女神劍（超正義女神剣）

## 用語
私立江之島學園
全名為「宇宙保全機構 特別指定學校 私立江之島學園」。
本作的主舞台，是座位於江之島上的學園。
在學校的學生之間傳聞著江之島學園下方有著宇宙保全機構的基地。
江之學七大不可思議
流傳於學生之間七個關於江之島學園所發生的怪異傳聞。
分別為：
1. 會莫名奇妙地對調的男女廁所
2. 下午4點44分盯著看就會被吸進去的大鏡子
3. 會笑的人體模型
4. 與之對視就會閃避視線的蒙娜麗莎
5. 會跑的二宮金次郎雕像
6. 空無一人卻會聽到聲音的體育館
7. 不明
元素人（Element）
江之島學園特殊強化班學生的稱呼。
元素人是由位在江之島學園下方的DEAVA所選出來。
戰鬥機（VECTOR MACHINE）（Vector Machine）
本作中登場的戰鬥機械。
為宇宙保全機構將在江之島洞窟中發現的古代文明機械進行修復後的樣貌。
神話獸
為來自神話宇宙的堕天翅族所派遣的侵略兵器。
生物量子電腦 DEAVA
由世界覺醒會議創造的生物量子電腦。
但其運行邏輯連世界覺醒會議高層都無法解讀。
世界覺醒會議
為世界統治者的集會。
而宇宙保全機構及私立江之島學園皆由他們創立而成。
宇宙卵之會
由世界覺醒會議內部分裂出來的部份人員所創立的組織。

## 製作人員
- 原作 - 河森正治、SATELIGHT
- 導演 - 糸曽賢志[10]
- 系列構成 - 村井貞之
- 監修 / Aquarion設定 - 河森正治
- 人物設定 - 工藤昌史
- 美術導演 - 根本勇氣
- 色彩設計 - 鈴木依里
- 3DCG導演 - 後藤浩幸
- 攝影導演 - 山根裕二郎
- 音樂 - 大間間昂、兼松眾
- 音樂製作 - FlyingDog
- 過去神話篇製作 - CANNA JAPAN.
- 過去神話篇人物設定 - 森山佑樹
- 過去神話篇導演 - 內田英武
- 過去神話篇製作人 - 渡邉雅儀
- 音響導演 - 阿部信行
- 音響製作 - DAX Production
- 動畫製作 - SATELIGHT
- 製作 - Project AQUARION MOE

## 主題曲
片頭曲
Myth of Emotions Ver.
作詞：岩里祐穗，作曲：菅野洋子，編曲：CHOKKAKU、鷺巢詩郎
演唱：AKINO from bless4、福山芳樹
片尾曲
告白
作詞：菅野洋子、糸曾賢志，作曲、編曲：菅野洋子
演唱：AKINO from bless4

## 各話列表
| 話數 | 標題                   | 劇本              | 分鏡                                  | 演出                | 作畫監督                                                                        | 總作畫監督                            | 首播日期      |
| ---- | ---------------------- | ----------------- | ------------------------------------- | ------------------- | ------------------------------------------------------------------------------- | ------------------------------------- | ------------- |
| #01  | 她的訴說               | 村井貞之          | 糸曾賢志 山本祐希江                   | 山本祐希江          | STUDIO MASSKET                                                                  | -                                     | 2025年 1月9日 |
| #02  | 撫子的心願             | 村井貞之          | 山本祐希江 河森正治                   | 山本祐希江 佐藤澪   | 杭新華 由希 STUDIO MASSKET 無錫月靈動画                                         | 赤松香穗                              | 1月16日       |
| #03  | 只剩我不知道           | 三津留優 村井定之 | 糸曾賢志 山本祐希江                   | 平田徹 糸曾賢志     | SPJ 李世宗                                                                      | 赤松香穗                              | 1月23日       |
| #04  | 珍貴的情誼             | 山田哲弥 村井定之 | 山本祐希江                            | 佐藤澪              | STUDIO MASSKET                                                                  | 赤松香穗                              | 1月30日       |
| #05  | 誰                     | 三津留優 村井定之 | 糸曾賢志 山本祐希江 前澤大樹          | 佐藤澪              | SPJ 李世宗                                                                      | 赤松香穗                              | 2月6日        |
| #06  | 請告訴我秘密           | 山田哲弥 村井定之 | 糸曾賢志 前澤大樹                     | 安藤貴史            | 原将治 關口雅浩 岡本惠里香 菊地加純 宅猫 杨沛源 雷神制铜 润𫞗 王瑞浩 佐佐木美穗 | 林明日香                              | 2月13日       |
| #07  | 我們的世界             | 三津留優 村井定之 | 糸曾賢志                              | 濱本真理            | 肖俊光 武嘉倫 王俊 袁小偉 林延杰                                                | 赤松香穗 細田沙織 原将治 伊藤真里子   | 2月20日       |
| #08  | 卵中所見的夢           | 山田哲弥 村井定之 | 糸曾賢志                              | 平田徹              | 李世宗                                                                          | 伊藤真里子                            | 2月27日       |
| #09  | 輪迴的結束之時         | 山田哲弥 村井定之 | 糸曾賢志                              | 山本祐希江          | 赤松香穗 STUDIO MASSKET                                                         | 林明日香                              | 3月6日        |
| #10  | 在被徹底改變的世界之中 | 三津留優 村井定之 | 佐藤澪                                | 安藤貴史            | 井上惠梨香 岡本惠梨香 菊地加純 大野勉 佐佐木美穗                                | 伊藤真里子                            | 3月13日       |
| #11  | 很久之前的約定         | 三津留優 村井定之 | 高嶋友也 青山由美香 山本祐希江 佐藤澪 | 佐藤澪              | 李世宗                                                                          | 林明日香 細田沙織 赤松香穗 伊藤真里子 | 3月20日       |
| #12  | 述說愛之神話吧         | 山田哲弥 村井定之 | 佐藤澪 内田英武 山本祐希江            | 山本祐希江 鈴木八雲 | HU Yao Yuan Zhao Ling 雪 糸曾賢志                                               | 赤松香穗 原将治                       | 3月27日       |

## 播映平台
日本深夜動畫：下文記載的日本国内播放時間使用日本標準時間（UTC+9）表示。因為部分時間标识會採用30小时制，因此請留意这类超过24:00的时间，其實際播放時間為翌日清晨。
| 播放日期              | 播放時間（UTC+9）  | 播放電視台   | 播放地區 | 備註                              |
| --------------------- | ------------------ | ------------ | -------- | --------------------------------- |
| 2025年1月10日—3月28日 | 星期五 00:30–1:00  | TOKYO MX     | 東京都   |                                   |
|                       | 星期五 2:05–2:35   | 愛知電視台   | 愛知縣   | 參與製作                          |
|                       | 星期五 20:30–21:00 | AT-X         | 日本全域 | CS放送 / 字幕放送 / 有重播        |
|                       | 星期五 23:30–00:00 | BS朝日       | 日本全域 | BS放送 / BS4K放送 / 『動畫A』時段 |
| 2025年1月11日—3月29日 | 星期六 00:00-00:30 | 神奈川電視台 | 神奈川縣 |                                   |

| 播映日期              | 播映時間（UTC+9）  | 播映平台 | 備註 |
| --------------------- | ------------------ | --- | ---- |
| 2025年1月10日—3月28日 | 星期五 00:30 更新  | U-NEXT |      |
| 2025年1月10日—3月28日 | 星期五 00:30 更新  | ABEMA |      |
| 2025年1月10日—3月28日 | 星期五 00:30 更新  | animehodai |      |
| 2025年1月15日         | 星期三 1:00 更新   | DOCOMO動畫商城、Amazon Prime Video、 DMM TV、萬代頻道、Hulu、 富士電視台On Demand、Niconico頻道、 Lemino、AnimeFesta、 Videomarket、ktvsmart、music.jp |      |
| 2025年1月15日         | 星期三 12:00 更新  | HAPPY!動畫 |      |
| 2025年1月15日         | 星期三 21:00–21:30 | Niconico生放送 |      |
| 2025年1月16日         | 星期四 00:00 更新  | TELASA、J:COM STREAM、Ponta Pass 、milplus |      |

## BD
| 卷數 | 發售日期      | 收錄話數     | 規格編號  |
| ---- | ------------- | ------------ | --------- |
| 1    | 2025年4月30日 | 第1話—第4話  | DMPXA-415 |
| 2    | 2025年5月28日 | 第5話—第8話  | DMPXA-416 |
| 3    | 2025年6月25日 | 第9話—第12話 | DMPXA-417 |